# Asau (Tuvalu)
Asau – miejscowość w Tuvalu; na atolu Vaitupu; druga pod względem wielkości miejscowość kraju; 644 mieszkańców (2008).